# هنري ك. بيتشر
هنري ك. بيتشر (بالإنجليزية: Henry K. Beecher)‏ هو أستاذ جامعي أمريكي، ولد في 4 فبراير 1904 في Peck, Kansas ‏ في الولايات المتحدة، وتوفي في 25 يوليو 1976 في بوسطن في الولايات المتحدة.

## وصلات خارجية
- هنري ك. بيتشر على موقع الموسوعة البريطانية (الإنجليزية)